# Platja dels Pescadors (Pineda de Mar)
La platja dels Pescadors és una platja urbana de la costa del Maresme, del municipi de Pineda de Mar (Maresme). Pel seu extrem nord limita amb el pluvial de davant del carrer Santiago Rossinyol, que la separa de la platja dels Pins, i pel seu extrem sud limita amb la riera de Pineda, que la separa de la platja de la Riera. Té una longitud de 1.082 m i una amplada mitjana de 53 m de sorra molt gruixuda i un pendent d'entrada a l'aigua molt fort. Està separada del nucli urbà per la via del tren, de manera que per accedir a ella cal passar per uns túnels subterranis que desemboquen en un passeig marítim. Es troba davant de l'estació de tren.
Està catalogada amb Bandera Blava i distingida amb el certificat Biosphere. Disposa de lloguer de para-sols i gandules, serveis de WC, servei de socorrisme i de vigilància policial a l'estiu, guinguetes a peu de platja i un servei per a nadons i nens fins a 6 anys, anomenat Baby Center, amb un punt d'Informació Turística i tallers educatius.
A la platja hi ha l'edifici històric de la confraria de pescadors, que dona nom a la platja, amb una quarantena de petites embarcacions recreatives varades a la sorra. Davant de la confraria de pescadors hi ha les escultures Tot Neix al teu Interior, del metge i escultor Teddy Cobeña, i La Sirena de Pineda, de l'escultor Agustí Guasch i Gómez.
Enterrat a la sorra hi ha un niu de metralladores o búnquer de la Guerra Civil espanyola, que sobresurt segons l'estat de la sorra.

## Galeria

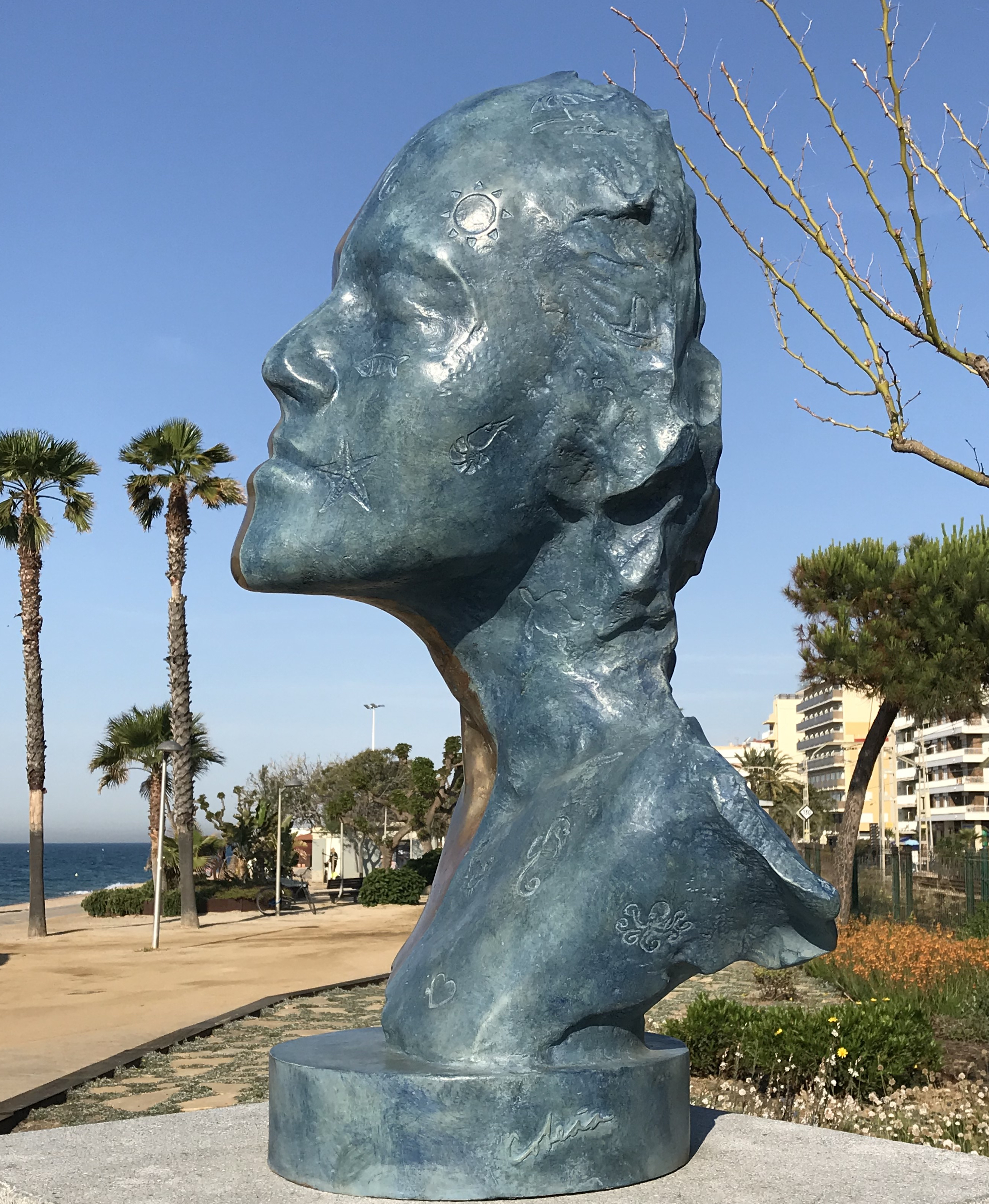
Tot neix al teu interior, de Teddy Cobeña
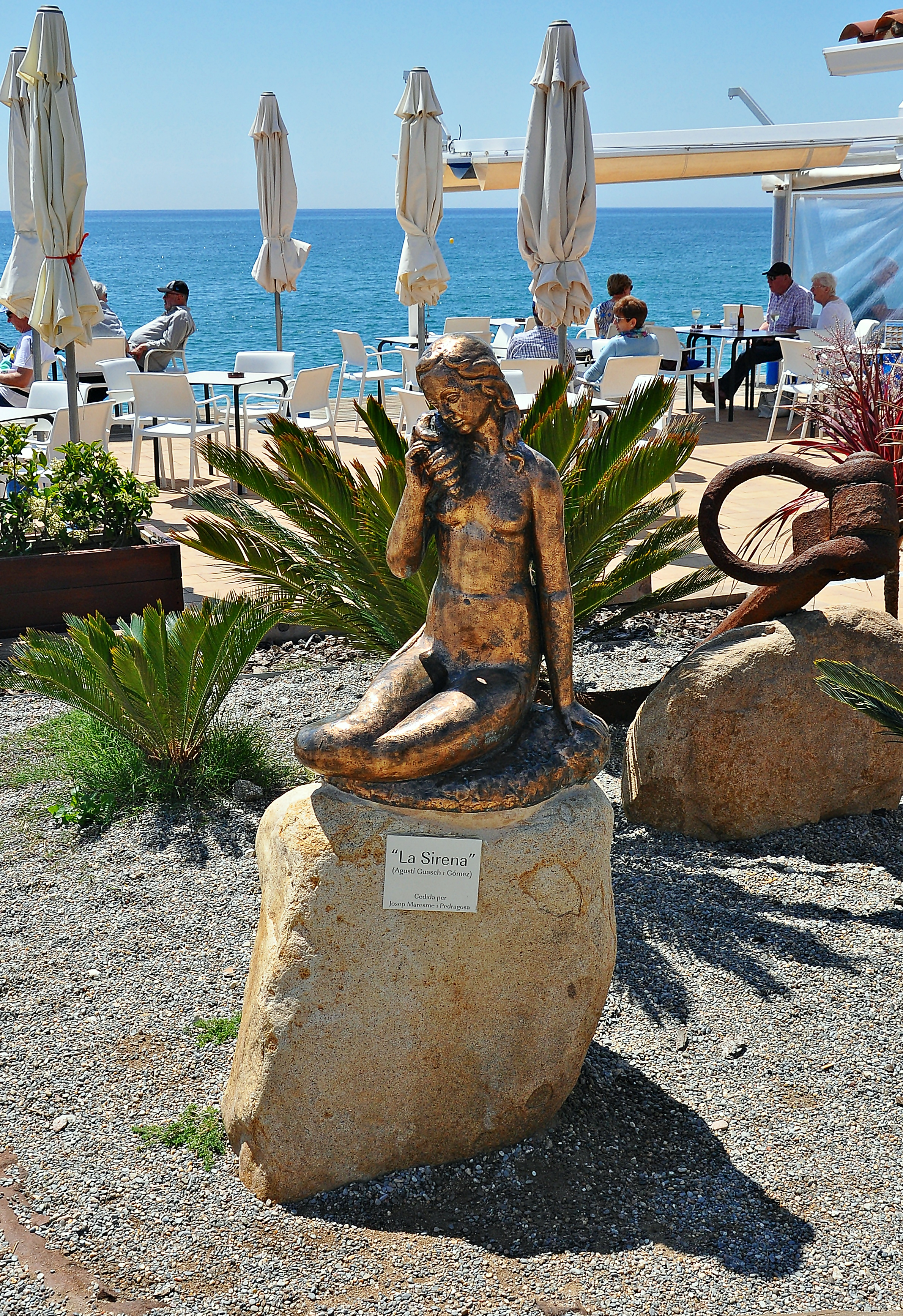
La Sirena de Pineda, d'Agustí Guasch